# Outsider (Roger Taylor)
Outsider è il sesto album in studio da solista del musicista inglese Roger Taylor, pubblicato nel 2021.

## Genesi
il 5 maggio 2017 il batterista dei Queen pubblica il singolo Journey's End, seguito nell'aprile 2019 da Gangsters Are Running This World. Gli altri singoli pubblicati sono Isolation (giugno 2020) e We're All Just Trying to Get By nell'agosto 2021.

## Descrizione
Si tratta del primo album di inediti inciso dal batterista dopo otto anni, dai tempi di Fun on Earth del 2013. In questi anni Taylor si dedicò al gruppo Queen + Adam Lambert, pubblicando con la band due album dal vivo (Live in Japan e Live Around the World). 
Il brano Journey's End è stato originariamente pubblicato come singolo nel 2017 ed è stato re-inciso in un nuovo mix denominato 2021 mix, incluso come ultima traccia dell'album. Il singolo Gangsters Are Running This World è stato scritto dal cantante sul presidente russo Vladimir Putin e sul presidente brasiliano Jair Bolsonaro; sull'album è presentato in due versioni: la purple version è una versione più "aggressiva" del brano. 

L'album è stato inciso tra il 2019 e il 2021 e sarebbe dovuto uscire nel corso del 2020 ma a causa della Pandemia di Covid 19, Taylor fu costretto a rinviare la sua pubblicazione almeno fino all'anno successivo. La maggior parte dei brani che compongono Outsider è stata registrata durante il lockdown. Nel corso della promozione del disco, poco prima del tour, il musicista commentò: 
Roger Taylor ha dedicato il disco a tutti gli outsider ovvero a "tutte le persone che si sentono lasciate in disparte".

## Tour
Nell'ottobre 2021 Taylor ha intrapreso un breve tour di quattordici date in tutto il Regno Unito. Il tour è iniziato il 2 ottobre 2021 alla O2 Academy Newcastle prima di concludersi il 22 ottobre 2021 all'O2 Shepherds Bush Empire di Londra. Dal tour è stato tratto l'album dal vivo  The Outsider Tour Live, pubblicato nel 2022, che documenta i momenti più salienti del tour, dove Taylor esegue, oltre ai brani di Outsider e della sua carriera solista, anche altri brani del repertorio dei Queen, band in cui il batterista militò per oltre venti anni.

## Tracce
1. Tides – 3:39
2. I Know, I Know, I Know – 3:51
3. More Kicks (Long Day's Journey into Night... Life) – 4:56
4. Absolutely Anything – 5:04
5. Gangsters Are Running This World – 4:04
6. We're All Just Trying to Get By (feat. KT Tunstall) – 2:52
7. Gangsters Are Running This World (purple version) – 2:37
8. Isolation – 3:24
9. The Clapping Song – 2:55
10. Outsider – 3:41
11. Foreign Sand (English mix) – 3:01
12. Journey's End (2021 mix) – 6:58